# Morten Albæk
Morten Nødgaard Albæk (født 28. juli 1975 i Uggerby) er filosof, forfatter og erhvervsmand. Han er stifter af virksomheden Voluntās .

## Uddannelse
Morten Albæk er cand.mag. i historie og filosofi fra Aarhus Universitet. Han har været adjungeret professor ved Institut for Læring og Filosofi ved Aalborg Universitet i 2008-2019.

## Karriere
Morten Albæk indledte sin professionelle karriere i Danske Bank inden for marketing og forretningsudvikling og endte som underdirektør med ansvar for koncernens afdeling for Idéudvikling & Innovation.
I 2009 blev han medlem af koncernledelsen i Vestas og direktør for marketing, kommunikation og corporate relations i virksomheden, der er en af verdens største vindmølleproducenter.
I 2015 forlod han Vestas og stiftede rådgivningsselskabet Voluntas.
Voluntas:
Voluntas rådgiver virksomheder, fonde, ejerkredse, bestyrelser, ledere og regeringer i, hvordan man skaber, tilpasser og driver meningsfulde organisationer, brands, samfund og en meningsfuld planet. 
- Grundlagt: august 2015 af Morten Albæk

- Kontorer: København, Tunis, Nairobi, Mumbai, Beirut, Kyiv

- Medarbejdere: ca. 90 mennesker fra 22 lande

- Fagligheder: psykologer, filosoffer, antropologer, politologer, økonomer, journalister, data scientists - og én dramaturg og én vodbinder

- Forretningsmæssig udbredelse: Projekter i flere end 25 lande på fem kontinenter

- Formål: at realisere menneskeligt potentiale

Morten Albæk har været bestyrelsesformand for universitetet Designskolen Kolding, har siddet i Advisory Boardet for Holly & Sam Bransons fond Big Change og er medlem af flere virksomhedsbestyrelser.

## International anerkendelse
- Reklame- marketing- og medienetværket The Internationalist har kåret Morten Albæk blandt de 100 mest indflydelsesrige marketingfolk i verden fem gange i træk; senest i juli 2015.[6] Senest i 2020 har The Internationalist placeret Morten Albæk på deres liste over ‘20 Inspiring Marketers of the First 20 Years of the 21st Century’[7] (2020) som én af blot to europæere.
- Det globale energimedie Recharge har ham som en af 40 ledere under 40, som aktivt driver udvikling inden for vedvarende energi.[8]
- I 2014 kom Morten Albæk på det amerikanske medie Fast Companys liste over de 1.000 mest kreative erhvervsfolk på den globale erhvervsscene, der også tæller navne som Mark Zuckerberg, Bill Gates, Jeff Bezos og Marissa Mayer.[9]

## Privat
Morten Albæk bor i Aarhus. Han har tidligere været gift og har tre børn, men Morten flyttede i 2023 for sig selv efter separering i august 2022.

## Bøger
Morten Albæk har skrevet 5 bøger:
- Den nyeste bog hedder “Falske sandheder i livet” (2022)[12]

- "Ét liv Én tid Ét menneske - Hvordan vi glemte at leve et meningsfuldt liv", Gyldendal (2018)[13]. Bogen er trykt i 10 oplag og er blevet læst, lånt og læst af 100.000 mennesker. Bogen udkom på engelsk i oktober 2019 under titlen ’One Life: How we forgot to live meaningful lives’[14] og på ukrainsk i december 2020[15], og oversættelser er undervejs til norsk, russisk, koreansk, fransk, serbisk m.fl. Morten Albæk vandt i 2020 lydbogsprisen Mofibo Award for i kategorien Dokumentar & Biografi.[16]
- "Det gennemsnitlige menneske", Gyldendal (2013)[17]
- "Nedslag – mellem det vi siger, og det vi gør", Gyldendal (2008)[18]
- ”Generation fucked up?”, Gyldendal (2005)[19]